# ユゼフ・エルスネル
ユゼフ・クサヴェルィ・エルスネル（ポーランド語: Józef Ksawery Elsner, 1769年6月1日 - 1854年4月18日）はポーランドの作曲家で音楽教育家。主にフリデリク・ショパンの師として知られる。ドイツ語読みではヨーゼフ・クサーヴァー・エルスナー（Joseph Xaver Elsner）。

## 概要
シレジアのグロットカウ（現在のオポーレ県グロトクフ）に生まれる。父は家具職人で楽器の製造も請け負っていた。母方の祖父も楽器職人で、リュートとヴァイオリンを作っていた。家系はドイツ系だったがポーランド文化とも接触があり、後にワルシャワへ移住した頃にはほぼ完全にポーランド化していた。
ヴロツワフとウィーンで音楽を学んだ後、1791年にブルノでヴァイオリニストとなる。1792年にはルヴフの劇場の楽長となり、1799年から1824年までワルシャワ国立劇場にて首席指揮者を務める。彼はまた、Leszek BiałyやKról Łokietekなど史実に取材した愛国的なポーランド語オペラ（全38曲）を史上初めて作曲して同劇場で初演した他、交響曲やミサ曲、ポロネーズ、オラトリオ（Męka Pana Naszego Jezusa Chrystusaなど）、室内楽などを残した。教育家としては1821年にワルシャワ音楽院を設立し、音楽大学の学長となる。
1823年から1829年までショパンに音楽理論と作曲を教え、当時の日記に「ショパン、フリデリク、3年生、驚くべき才能、音楽の天才」と記した。彼はまた、ショパンにポーランド語によるオペラの作曲を勧めている。ショパンは彼の最初のソナタ作品をエルスネルに捧げている。エルスネルはまた、ポーランドの国民歌劇『ハールカ』の作曲者スタニスワフ・モニューシュコの師でもあった。